# Parque nacional de Gorkhi-Terelj
El parque nacional de Gorkhi-Terelj (en mongol: Горхи-Тэрэлж) es uno de los parques nacionales de Mongolia. La zona turística Terelj tiene una serie de "campamentos de turismo" (Mongol: жуулчны бааз, juulchny Baaz). Está conectado con Ulan Bator por una carretera asfaltada (carretera principal hacia el Este, a 37 km de Ulan Bator). El camino llega al paso Gorkhiin Davaa (Mongolia: Горхийн даваа). La mayoría de los campamentos de turismo y lugares de interés turístico están antes de este paso. 
La zona turística del parque nacional es formalmente parte de Ulan Bator.
Una pequeña porción sur del parque se ha desarrollado para los turistas, con restaurantes, tiendas de recuerdos, caballos y camellos en alquiler y campamentos turísticos ger, muchos de ellos dirigidos por Juulchin, la ex empresa estatal de turismo.

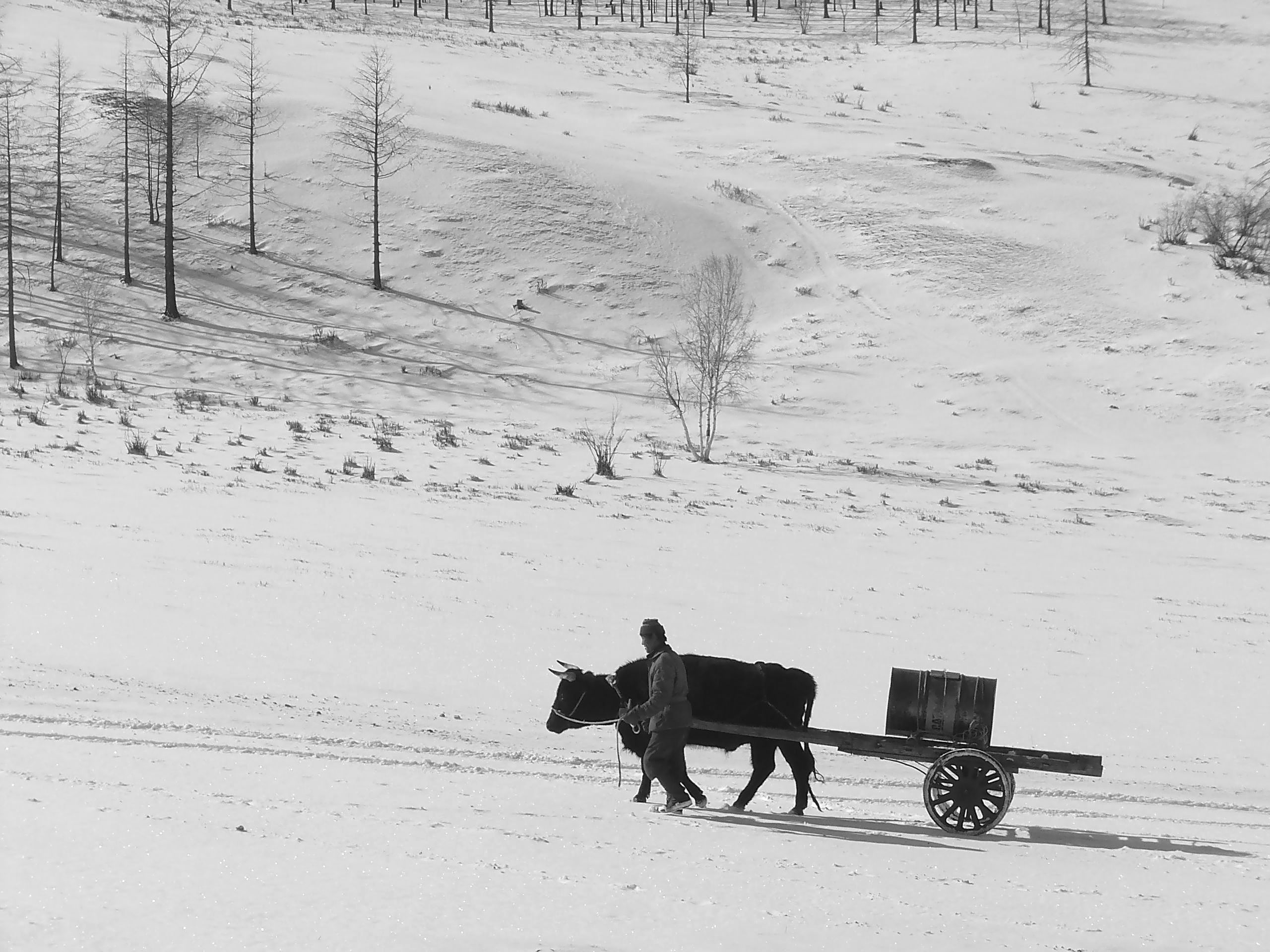
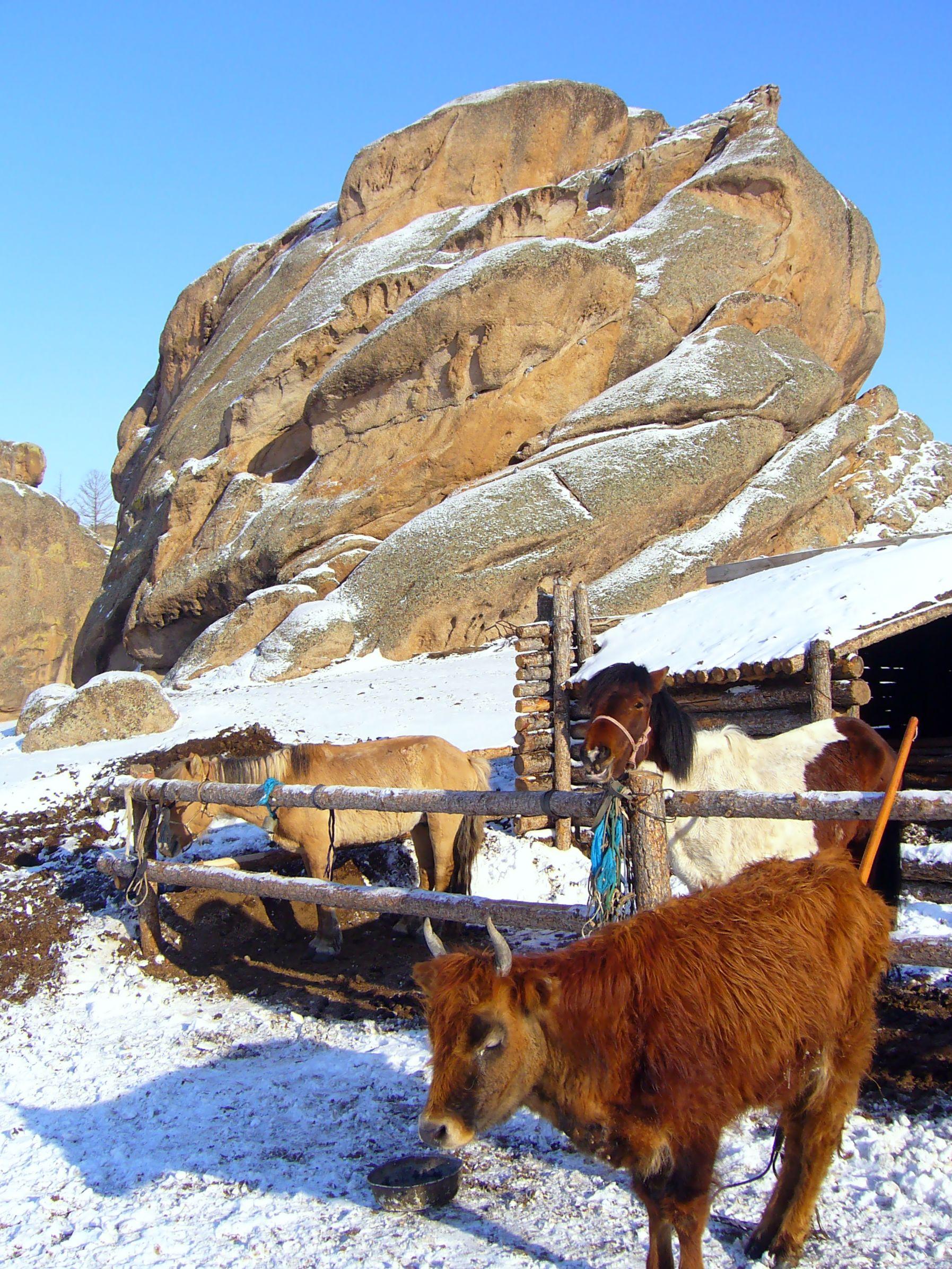
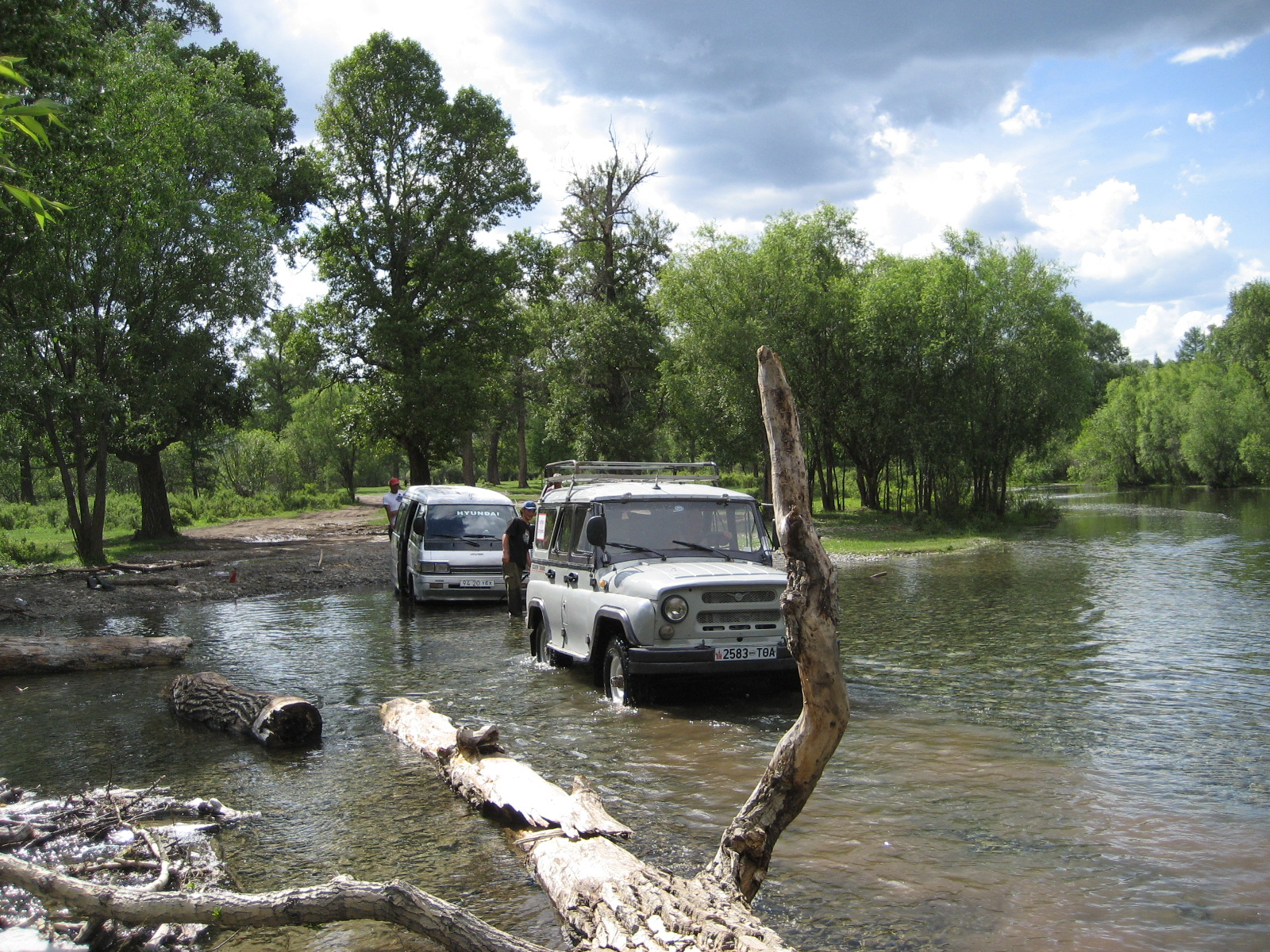
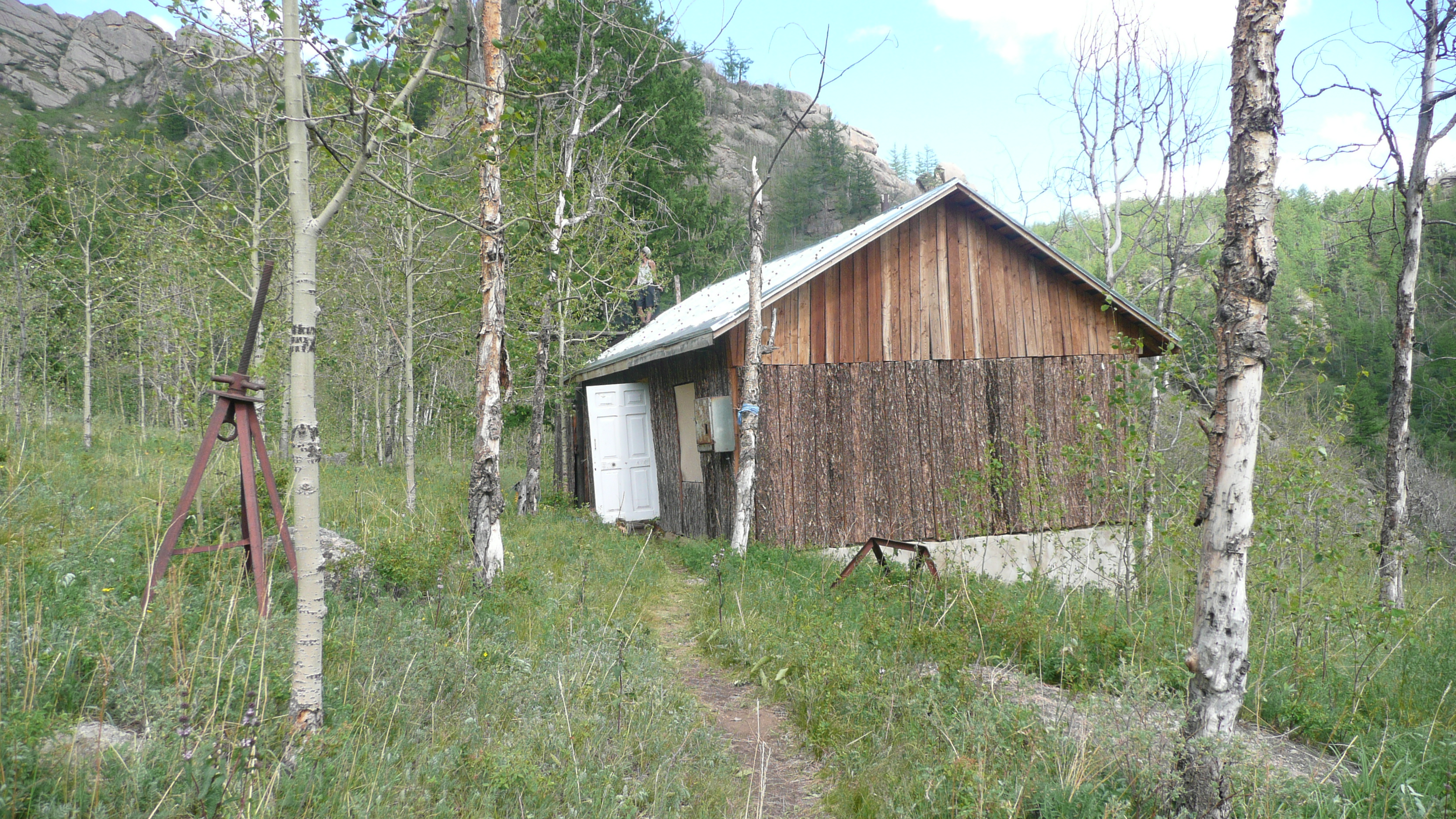
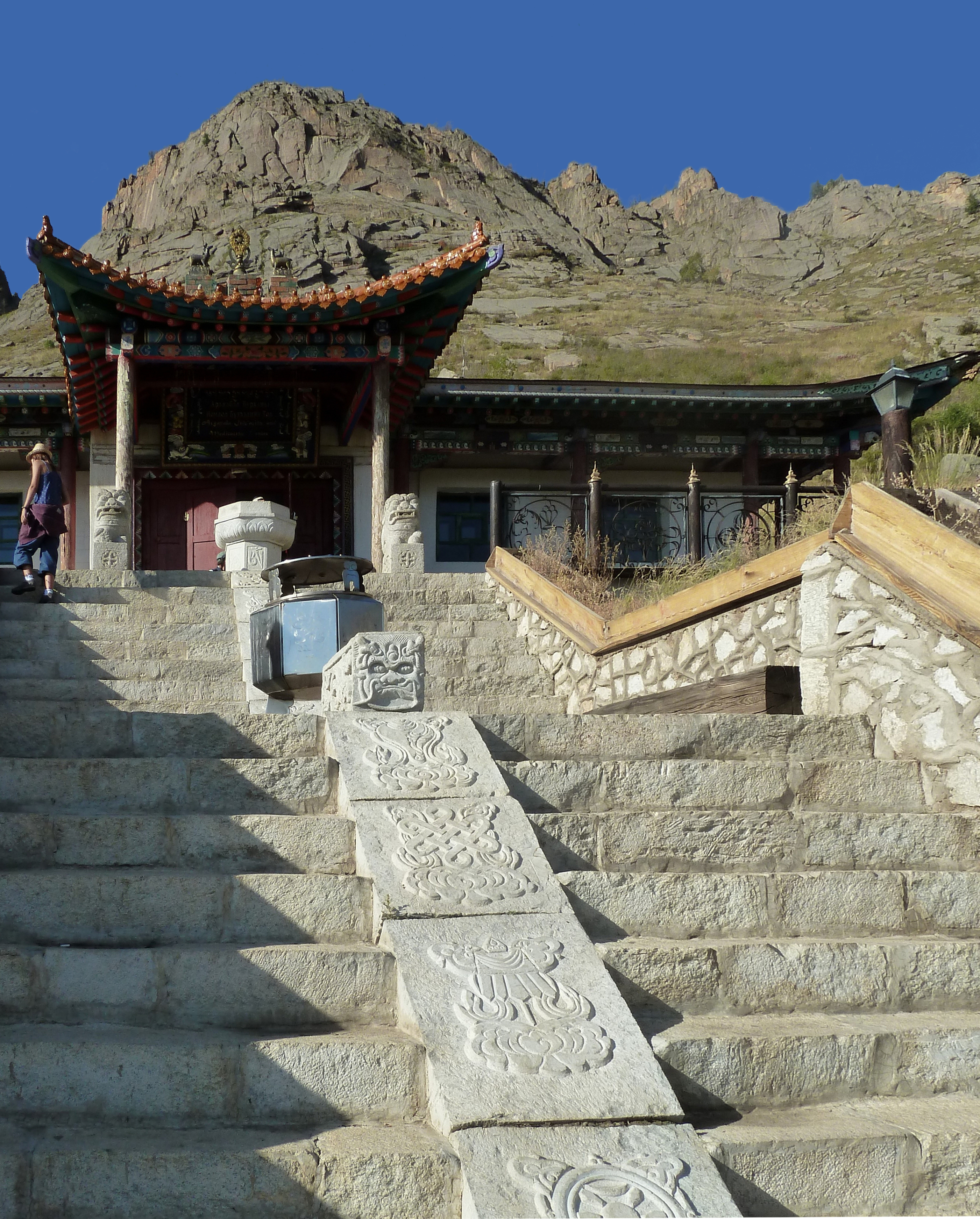
Escaleras en el monasterio de Gorkhi Terelj